# シトロエン・ザブルス
シトロエン・ザブルス (Citroën Zabrus)は、イタリアのデザインスタジオ、ベルトーネがデザインした3ドアの2+2シューティングブレイクスタイルのコンセプトカーである。シトロエン・BX 4TCの機構を基にしている。1986年5月、トリノモーターショーで初公開された。シトロエン・BXのハッチバック自体も、ベルトーネのデザインに基づいていた。
この車の特徴的な点には、走行距離計やメーターなどをLCDモニターに全て集約したディスプレイ、そして主要ディスプレイに取り付けられた両方向に回転する"ベルト型"のステアリングホイールがある。ザブルスは2+2シーティングコンフィギュレーションを持つシューティングブレイクで、リヤシートへの乗り降りを容易にするため、前部に片側ずつシザードアが設けられていた。
ザブルスはBX 4TCから2141ccターボ付き直列4気筒エンジンを搭載し、最高出力147kW(200PS)@5250rpm、最大トルク294N・m@2750rpmを発生させることができる。4TCと同様に4輪駆動で、5速マニュアルトランスミッションを介して駆動力が各輪に伝えられる。この設定により最高時速222km/hを実現した。